# Gulverd Tomasjvili
Gulverd Tomasjvili (georgiska: გულვერდ თომაშვილი) född 13 oktober 1988 i Tbilisi, är en georgisk fotbollsspelare som för närvarande spelar för Real Vartekili. Han har även representerat Georgiens U19- och U21-herrlandslag i fotboll.
Tomasjvili spelade sin första och enda A-landskamp för Georgiens landslag 2013, då han agerade inhoppare i en vänskapsmatch mot Albanien.